# Justicia catenula
Justicia catenula är en akantusväxtart som beskrevs av Champl.. Justicia catenula ingår i släktet Justicia och familjen akantusväxter. Inga underarter finns listade i Catalogue of Life.